# Expedición contra Quebec
La expedición contra Quebec fue el fallido intento británico de atacar Quebec en 1711 durante la guerra de la Reina Ana, el nombre que recibieron los combates del teatro norteamericano de la Guerra de sucesión española. La ofensiva fracasó cuando siete buques de transporte de tropas y uno de material naufragaron, suceso en el que murieron ahogados unos ochocientos cincuenta soldados inundados en lo que fue uno de los peores desastres navales de la historia británica.
El diseño de la expedición se debió al Gobierno presidido por Robert Harley, primer ministro de la Corona británica, que se basó en el borrador de ofensiva de 1708. El ataque contra Quebec formaba parte de los nuevos planes bélicos de Harley, que hacían hincapié en el reforzamiento de la ·Armada. Los jefes de la expedición, el almirante Hovenden Walker y el general de brigada John Hill, fueron escogidos para dirigirla debido a su posición política y a sus relaciones con la Corona; el plan de campaña se mantuvo en secreto, y no lo conoció ni el Almirantazgo. Pese al secreto que rodeó la operación, los espías franceses la descubrieron y avisaron a las autoridades de Quebec.
La expedición esperaba recibir sus abastos en Boston, la capital de la Provincia de la bahía de Massachusetts, pero la ciudad no estaba preparada para ello, y sus autoridades tuvieron problemas para reunir suministros para tres meses de campaña. El almirante Walker también tuvo dificultades para encontrar pilotos y cartas náuticas precisas del bajo San Lorenzo. La expedición alcanzó el golfo de San Lorenzo sin contratiempos, pero la niebla, las corrientes y los vientos fuertes arrastraron a la flota hacia la orilla norte del río, cerca de un lugar que luego se llamó Pointe-aux-Anglais, donde los barcos zozobraron. Tras el desastre, Walker abandonó la expedición y regresó a Inglaterra. A pesar de que la expedición fracasó, Harley no abandonó sus planes de reforzar la Armada.

## Antecedentes
En 1710, a finales de la guerra de sucesión española, un contingente mixto de regulares británicos y de colonos americanos conquistaron el fuerte francés de Port Royal en la costa noroeste de Acadia (en la moderna Annapolis Real, Nueva Escocia). Francis Nicholson, el jefe de la expedición, llevó la noticia de la victoria a Londres, donde él y Jeremiah Dummer, que representaba a la Provincia de la bahía de Massachusetts en Londres, insistieron en emprender una expedición contra el centro de la Nueva Francia, Quebec.

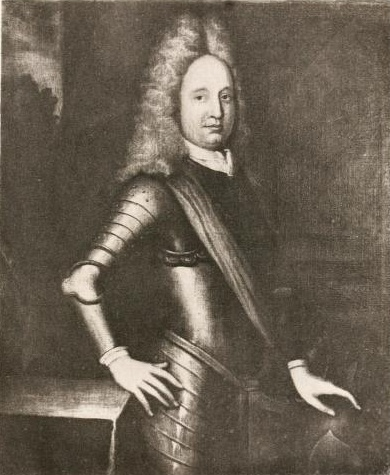
Samuel Vetch fue el primero en propugnar una expedición similar en 1708.

El Gobierno británico estaba sumido en una crisis que en agosto de 1710 desembocó en el cese de lord Godolphin. La reina Ana lo sustituyó por Robert Harley, adversario político del duque de Marlborough, que también había perdido el favor real. Harley deseaba cambiar la estrategia militar británica, reforzando la Armada y reduciendo al tiempo el coste del Ejército de Tierra. También esperaba poder socavar la influencia de Marlborough mediante una victoria militar de su hechura. En consecuencia, autorizó una expedición conjunta por tierra y mar para conquistar Quebec, pero cayó enfermo, así que la tarea de organizarla recayó en su secretario de Estado, Henry St. John (futuro lord Bolingbroke).
El plan siguió fundamentalmente el propuesto por Samuel Vetch en 1708 para la campaña del año siguiente: la acción principal sería una expedición naval que debía transportar un contingente combinado de soldados del ejército regular y tropas provinciales. El contralmirante Hovenden Walker obtuvo el mando supremo de la expedición y el general de brigada John Hill, el de las fuerzas de tierra. Walker ascendió a almirante en marzo; había dirigido una escuadra al Caribe durante la guerra que no había logrado nada, por lo que quizá obtuvo el mando debido a su amistad con St. John y sus simpatías con los conservadores. St. John probablemente eligió a Hill para granjearse el favor de la corte, puesto que este era hermano de la favorita de la reina Ana Abigail Masham.  La duquesa de Marlborough, que posiblemente repetía las opiniones de su marido, escribió de Hill que «era un mal soldado».  Las tropas de tierra de la expedición se obtuvieron de reunir cinco regimientos del ejército de Marlborough en Flandes con dos acuartelados en Gran Bretaña; en total Hill contó con cinco mil soldados.  La escuadra que los llevó a América zarpó de los puertos del sur de Inglaterra en abril y mayo de 1711. Su destino se mantuvo en secreto: no se le comunicó a Walker, ni a los lores del Almirantazgo; para despistar a los posibles espías, solo se embarcaron provisiones para una travesía europea.

## Boston
Francis Nicholson llegó a Boston a comienzos de junio de 1711 con información sobre la expedición; para comunicársela a los gobernadores, se reunió a estos en Nuevo Londres, Connecticut. En la escuadra debían embarcar unidades de las milicias provinciales de Nueva Inglaterra, mientras que Nicholson acaudillaría un contingente reclutado de Connecticut a Pensilvania que marcharía aguas arriba del Hudson, atravesaría el lago Champlain y marcharía hacia Montreal. Las fuerzas provinciales que embarcarían en la flota de Walker las mandaría Samuel Vetch, gobernador de Nueva Escocia desde 1710. Eran mil quinientos hombres, la mayoría de Massachusetts, con contingentes más pequeños de Nuevo Hampshire y Rhode Island.
La flota arribó a Boston el 24 de junio, y las tropas desembarcaron en la isla de Noddle (donde luego se construyó el Aeropuerto Internacional Logan). Según el historiador Samuel Adams Drake, era el mayor ejército inglés que había llegado a América hasta entonces. Como la flota había zarpado con escasas provisiones, esperaba reabastecerse en Boston. Pero como el número de soldados y marineros sobrepasaba la población de la ciudad, esto supuso un problema. Se aprobaron leyes para impedir que los comerciantes aumentasen desmesuradamente los precios y finalmente se consiguieron los necesarios abastos. También se aprobaron leyes para castigar a los bostonianos que escondiesen a los desertores de la flota; la atracción de vida colonial para los miembros de la expedición hizo de las deserciones un problema relevante durante la estancia de la escuadra en la ciudad, que duró cinco semanas.
En Boston, Walker intentó contratar pilotos con experiencia en el San Lorenzo. No lo consiguió; incluso el capitán Cyprian Southack, que tenía fama de ser uno de los mejores marinos de la colonia, admitió que nunca había ido más allá de la desembocadura del río. Walker pretendía basarse en los conocimientos de un francés que había recogido en Plymouth antes de la partida de la flota. Samuel Vetch, por el contrario, desconfiaba del francés. Dadas las críticas de este, Walker también obligó a un capitán francés, Jean Paradis, a servir de piloto. Las cartas náuticas que Walker reunió carecían de detalle sobre la zona de la desembocadura del San Lorenzo, al igual que el diario de William Phips de su expedición a Quebec de  1690, que también adquirió Walker. Este entrevistó a algunos participantes de la expedición de Phips, que no pudieron aportar detalles ni disipar su inquietud. Su preocupación hizo que separase los barcos de mayor calado del resto de la escuadra y traspasase el mando al Edgar, de setenta cañones.

## Los naufragios

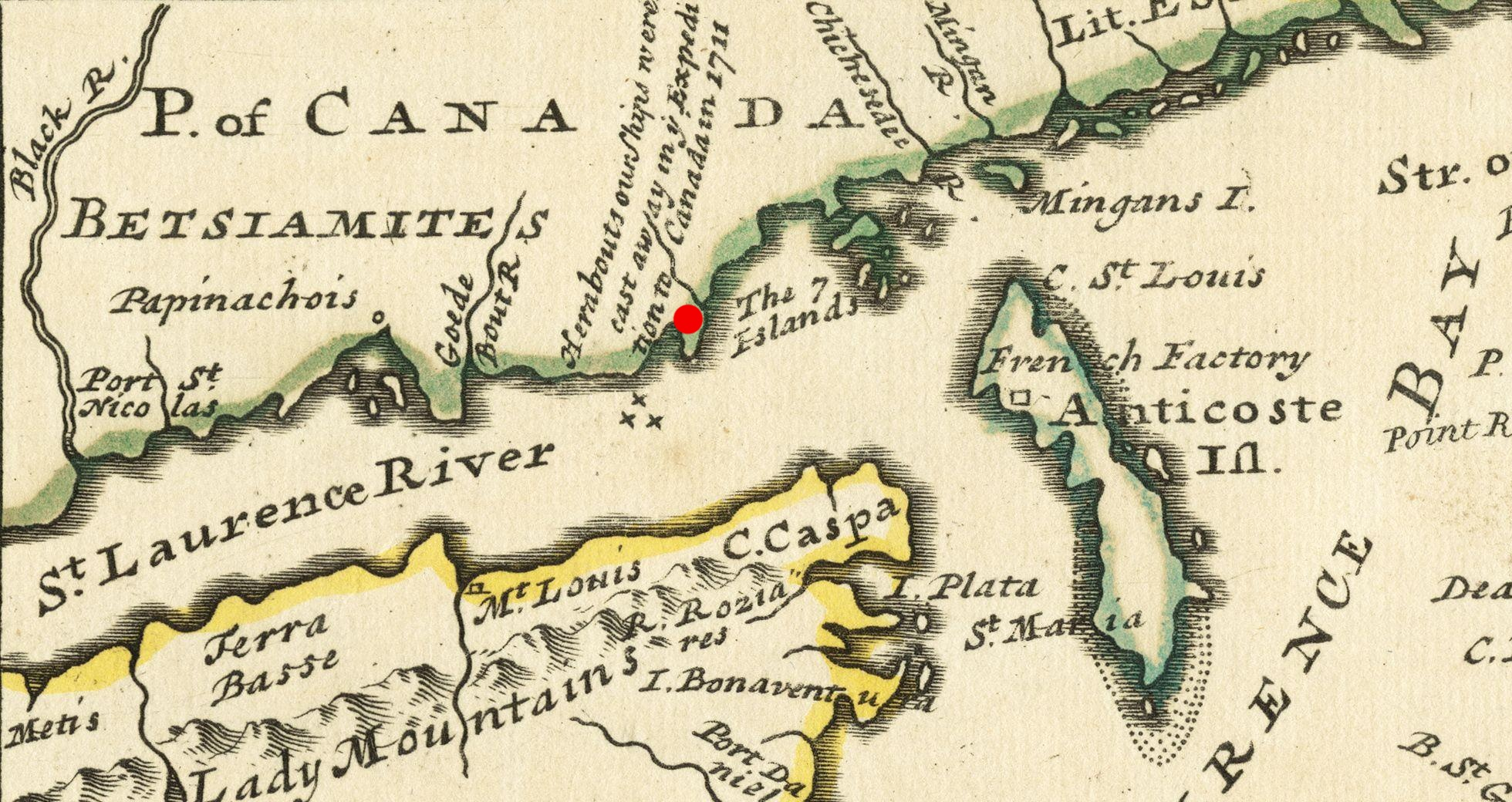
El lugar aproximado del desastre aparece marcado en rojo en este mapa de 1733.

El 30 de julio, la flota zarpó de Boston con barcos británicos y coloniales, nueve de guerra, dos brulotes, y sesenta transportes. Transportaba siete mil quinientos soldados y llevaba seis mil marineros. El 3 de agosto la flota alcanzó la costa de Nueva Escocia, y Samuel Vetch la encauzó hacia el Golfo de San Lorenzo tras doblar los cabos Bretón y Norte.
La mañana del 18 agosto, cuando la expedición iba a internarse en el río San Lorenzo, comenzó a soplar un intenso viento del noroeste, y la flota tuvo que buscar refugio en la Bahía de Gaspé. La mañana del 20, el viento roló al sureste, y la escuadra pudo dejar atrás el extremo occidental de la isla de Anticosti; luego cesó y cayó una espera niebla que ocultó la costa. El 22, el viento había vuelto a soplar del sureste, abriendo claros en la niebla, pero sin que se vislumbrase aún la costa. Por entonces la flota se hallaba al oeste de Anticosti, en un punto donde el San Lorenzo tiene unos ciento diez kilómetros de ancho, pero cerca de donde se estrecha notablemente ya que la orilla norte del río tiene un pronunciado saliente hacia el sur. Esta zona, adyacente a lo que luego se llamó Pointe-aux-Anglais, cuenta con varios islotes como Île-aux-Oeufs (isla de los Huevos), y abundantes bajíos rocosos. Tras consultar con los pilotos, Walker ordenó que la flota pusiese rumbo hacia el suroeste hacia las ocho de la tarde.
Walker creía estar en mitad del río, pero en realidad estaba unos treinta y dos kilómetros más al norte, en medio de unas fuertes corrientes que arrastraron a sus barcos hacia el noroeste. Impulsados por el viento del este, las naves se acercaban a la costa cercana a la Île-aux-Oeufs. Cuando el capitán Paddon informó a Walker hacia las diez y media de que se había avistado tierra, Walker supuso que la flota se aproximaba a la orilla meridional del río, ordenó virar hacia el norte y se retiró a dormir. Poco después, un capitán del ejército, Goddard, lo despertó y le indicó que se habían avistado rompientes a proa. Walker rechazó tal posibilidad y despidió al capitán, que volvió al poco, solicitando que el capitán subiese al puente para evitar chocar con las rocas.
Walker finalmente accedió a volver al puente y observó que el viento del este empujaba al navío hacia la orilla oeste; el marino francés que acompañaba a la flota subió también al puente y le sacó del error, indicándole dónde se encontraba en realidad. Walker ordenó entonces cortar los cables de las anclas y orzar, para tratar de evitar la costa. Dos de los navíos de línea, el Montague y el Windsor, tuvieron problemas para realizar la maniobra y optaron por quedarse anclados hasta que llegase el día, rodeados de rompientes. Durante la noche, Walker oyó gritos y cuando la niebla se dispersó temporalmente, se vieron barcos que chocaban con las rocas. Un colono de Nueva Inglaterra escribió que pudo oír los gritos de los náufragos. Hacia las dos de la madrugada el viento del este cesó y luego comenzó a rolar al noroeste, lo que permitió que el grueso de la flota evitase precipitarse contra los rompientes costeros.
Hasta tres días después no se supo la magnitud del desastre y en ese tiempo la flota se dedicó a buscar supervivientes de los naufragios. Se habían perdido siete transportes y una nave de abastecimiento. El informe inicial de Walker indicó que habían perecido 884 soldados; los posteriores redujeron la cifra a 740, que incluía a las mujeres asignadas en algunas unidades militares. El historiador Gerald Graham calcula que aproximadamente ciento cincuenta marineros también perdieron la vida en el accidente. Después de rescatar a todos los que encontraron, Walker y Hill celebraron un consejo de guerra el 25 de agosto. Tras entrevistar a varios de los pilotos, entre ellos Samuel Vetch, el consejo decidió que, dada la ignorancia de los pilotos que acompañaban a los navíos de guerra, lo mejor era poner fin a la expedición. Vetch culpó a Walker del desastre.
Así pues, la flota volvió a cruzar el golfo del San Lorenzo hasta el río Español (luego Sydney, Nueva Escocia), donde ancló el 4 de septiembre. Allí se reunió un nuevo consejo de guerra para decidir si la flota atacaría Plaisance. Lo tardío de la estación, la falta de abastecimientos para pasar el invierno en la zona y los rumores que afirmaban que las defensas francesas de Plaisance eran recias hicieron que se decidiese no atacar la población y poner rumbo a Inglaterra.

## Regreso
La expedición de tierra de Francis Nicholson se enteró de la suerte de la flota cuando se hallaba acampada cerca del lago George; Nicholson abandonó al punto la marcha hacia el norte.
La suerte de la flota no mejoró en el viaje de vuelta. Walker había escrito a Nueva York para solicitar que el Feversham y cualesquiera otros buques de abastecimiento que estuviesen disponibles acudiesen en su socorro; pero, para su desgracia, el Feversham y tres transportes ( el Joseph, Mary y Neptune) se habían hundido en la costa del cabo Bretón el 7 de octubre, llevándose consigo a más de cien hombres —la noticia llegó a Londres en noviembre—. La flota arribó finalmente a Portsmouth el 10 de octubre; la nave capitana de Walker, el Edgar, voló por los aires días después, posiblemente por un descuido al manejar pólvora. Walker perdió ciertos documentos en la voladura y afirmó que entre ellos se encontraba el diario de William Phips.
A pesar de la magnitud del fracaso de la expedición, las consecuencias políticas fueron escasas. Fue un contratiempo de la política de Robert Harley en favor del reforzamiento de la flota que no le hizo desistir de ella ni dejar de reducir los recursos que se destinaban a las campañas militares terrestres en Europa. Como el proyecto fallido había sido organizado por el Gobierno, este no tenía interés en investigar las causas del fracaso. Walker fue bien recibido por la reina, y tanto él como Hill recibieron nuevos mandos. Walker posteriormente escribió un relato franco y detallado de la expedición basado tanto en sus propios recuerdos como en los diarios y documentos que pudo encontrar. Walker perdió su posición en 1715, en un cambio político que incluyó la entronización de Jorge I, y murió en 1728.
La opinión general en Inglaterra fue que el fracaso de la expedición se debió a la falta de apoyo de las colonias. Estas rechazaron la acusación y Nicholson y el gobernador Dudley acusaron de él a Walker.

## Acciones francesas
Las autoridades francesas sabían ya en marzo de 1711 que Nicholson organizaba una expedición contra Quebec. Conocían también la composición del ejército de Hill, aunque parece que no supieron a dónde se dirigía hasta julio. El gobernador general de la Francia Nueva, el marqués de Vaudreuil, envió a Louis Denys de La Ronde a Boston con la excusa de supervisar un intercambio de prisioneros a comienzos de junio. La Ronde tenía instrucciones secretas para convencer a las autoridades de la colonia para que no colaborasen con la prevista expedición contra la Nueva Francia. Llegó a Boston el 8 de junio, el mismo día que Nicholson, pero no pudo influir en las autoridades coloniales. Nicholson sospechó de él y lo hizo detener. Como se encontraron copias de sus instrucciones secretas en un barco francés apresado que se llevó a Boston, La Ronde quedó preso en Boston hasta noviembre.
El gobernador Vaudreuil recibió en agosto nuevos avisos sobre ataques enemigos contra Montreal y Quebec. Aprestó a la milicia, a los indios aliados de la zona y las defensas en general, poniendo a la colonia entera en pie de guerra. A mediados de octubre le llegaron noticias de que se aproximaban grandes barcos, lo que aumentó la tensión en la colonia. Resultó que eran franceses, y en ellos volvía un explorador enviado por el gobernador río abajo el 19 de septiembre para buscar a la flota británica. El enviado informó de que había encontrado los restos de siete barcos y unos mil quinientos cadáveres. A pesar de que los lugareños ya saqueaban los restos del naufragio, la colonia organizó una operación de recuperación de los restos; las anclas, cadenas, tiendas y cañones que se recuperaron fueron subastados.